# SN 2006jl
SN 2006jl – supernowa typu IIn odkryta 29 września 2006 roku w galaktyce A203204-0034. W momencie odkrycia miała maksymalną jasność 19,80m.